# بخش میسون (شهرستان لارنس، اوهایو)
بخش میسون (به انگلیسی: Mason Township) یک منطقهٔ مسکونی در ایالات متحده آمریکا است که در شهرستان لارنس، اوهایو واقع شده‌است.
 بخش میسون ۱۰۲٫۶۸ کیلومتر مربع مساحت و ۱٬۱۱۶ نفر جمعیت دارد و ۲۸۵ متر بالاتر از سطح دریا واقع شده‌است.